# Кушниренко, Анастасия Игоревна
Анастасия Игоревна Кушниренко(род. 18 июля 1989) — российская легкоатлетка, специализирующаяся в марафоне.

## Карьера
Мастер спорта по летнему биатлону.
2010 год - 2 место в эстафете на Чемпионате и Первенстве России, 3 место в масстарте на чемпионате и Первенстве России по линии ДОСААФ.
2011 год - победитель в эстафете Чемпионата России.
2012 год - 3 место на Кубке России масстарт.
В марафоне дебютировала в 2012 году на «Волгоградском международном марафоне-2012», где завоевала серебро с результатом 3:05:02. На 17-й Зеленоградском полумарафоне была второй. Бронзовый призёр Таллинского марафона 2013 года.

## Образование
Аспирантка кафедры финансов Саратовского социально-экономического института РГЭУ имени Г.В.Плеханова, который она закончила в 2013 году.